# همت‌آباد (فیروزه)
شهر هِمَّت‌آباد از شهرهای استان خراسان رضوی ایران است.
شهر همت‌آباد مرکز بخش طاغنکوه، از توابع شهرستان فیروزه استان خراسان رضوی است که در غرب شهرستان نیشابور و در مسیر محور نیشابور واقع شده است. روستای «همت‌آباد» در تاریخ ۲۰ بهمن ۱۳۸۷ به شهر تبدیل و به عنوان شهر «همت‌آباد» شناخته شد.

## جایگاه
همت‌آباد پس از ۱۹ ماه از زمان تصویب ایجاد شهر همت‌آباد در هیئت دولت، (۱۳۸۷/۱۱/۲۱) در تاریخ پنج شنبه ۱۵ مهر ماه ۱۳۸۹ شهرداری شهر همت‌آباد با حضور آقای دکتر صلاحی استاندار خراسان رضوی، آقای حاجی زاده فرماندار شهرستان فیروزه و سایر مسءولین محلی و استانی افتتاح گردید.
شهر همت‌آباد مرکز بخش طاغنکوه شهرستان فیروزه و در ۱۰ کیلومتری غرب شهر فیروزه قرار دارد. همت‌آباد که در گذشته با نام روستای همت‌آباد شهر کهنه شناخته می‌شد، با توجه به اینکه مرکز بخش است بر اساس مصوبه دولت از روستا به شهر ارتقا یافت و نام رسمی آن شهر (همت‌آباد) تعیین گردید.
با انتخاب شورای اسلامی شهر و تصویب استانداری، علی زروندی به عنوان اولین شهردار این شهر معرفی شد.

## جمعیت
بر پایه سرشماری عمومی نفوس و مسکن در سال ۱۳۹۵ جمعیت این شهر ۱٬۲۷۴ نفر (در ۳۷۷ خانوار) بوده است.